# Aaron von St. Martin in Köln
Aaron (auch Aaron Scotus oder Aaron von Köln;* um 995 wahrscheinlich in Schottland; † 18. November 1052 in Köln) war Benediktinerabt und Musiktheoretiker.

## Leben
Aaron kam wie auch andere seit dem 9. Jahrhundert auf das europäische Festland pilgernde Schotten und Iren nach Köln. 1042 wurde er Abt des dortigen Schottenklosters Groß St. Martin und fungierte zur gleichen Zeit auch als Abt von St. Pantaleon. Angeblich ordnete er an, dass seine Mönche das kurz zuvor von Papst Leo IX. komponierte Responsorium des Offiziums Gregors des Großen anstelle des bisher üblichen Commune confessorum singen sollten.
Diese Informationen zu Aarons Leben sowie zu dessen verschollenem literarischem Werk überlieferten jüngere, heute nicht mehr vorhandene Kölner Quellen, die aber 1505/06 vom Humanisten und Gelehrten Johannes Trithemius und noch im 18. Jahrhundert von Hermann Joseph Hartzheim ausgewertet werden konnten. Demgemäß war Aaron Autor einer nicht erhaltenen Königschronik und von drei ebenso verlorenen musikalischen Traktaten: De utilitate cantus vocalis, De modo cantandi et psallendi (von dem laut Hartzheim noch im frühen 18. Jahrhundert eine Handschrift in  der Bibliothek von St. Martin in Köln existiert haben soll) und De regulis tonorum et symphoniarum. Letzteres Werk identifizierte Trithemius, möglicherweise zu Unrecht, mit Aarons zweiter musikalischer Schrift.